# 巴西管燧鯛
巴西管燧鯛輻鰭魚綱金眼鯛目燧鯛亞目燧鯛科的其中一種，分布於西南大西洋區，從巴西至阿根廷海域，棲息深度115-210公尺，體長可達10.3公分，體具發光器官，夜行性。

## 擴展閱讀
維基物種上的相關：巴西管燧鯛